# Філіп Сицилійський
Філіп Сицилійський (фр. Philippe d'Anjou; 1255/1256 — 1 січня 1277)— середньовічний державний діяч з Анжу-Сицилійської династії. Намагався стати королем Сардинії та Фессалоніки. Відомий також як Філіп Анжуйський.

## Життєпис
Син Карла I, графа Провансу, та Беатриси Прованської. Народився 1255/1256 року в Провансі. 1266 року батько став королем Сицилії. 1267 року останній звернувся до папи римського Климента IV з проханням надати Філіпу титул короля Сардинії, оскільки колишній — Енцо Гогенштауфен — був відлучений від церкви та знаходився у в'язниці. 1269 року генуезці-гвельфи оголосили Філіпа королем Сардинії. Проте папа римський відмовився затверджувати це. також Карл I через амбіції погиркався з Генуєю.
Сам Філіп жодного разу не був на Сардинії. З 1270 року батько від його імені карбував срібні монети короля Сардинії. 1271 року в м.Трані було влаштовано шлюб Філіпа зі спадкоємицею Ахейського князівства Ізабеллою. Подружжя отримала як резиденцію замок Кастель-дель-Ово. 1272 року разом зі старшим братом Карлом був посвячений у лицарі батьком.
1274 року Філіпп де Куртене, титулярний імператор латинської імперії, передав права на королівство Фессалоніки Філіпу Сицилійському. Той ніколи не використовував цей титул. 1276 року вирішив доєднатися до нового хрестового походу. 1278 року відповідно до Джованні Віллані, Філіп важко постраждав, «натягуючи арбалет», і вирушив на води до Поццуолі. Коли це не допомогло, він поїхав в Барі, де невдовзі помер. Поховано в кафедральному соборі м.Трані. Його права на Ахейське князівство перейшли до батька.